# Emily Head
Emily Rose Head, född 15 december 1988 i Fulham i London, är en engelsk skådespelerska. Hon blev uppmärksammad för sin genombrottsroll som Carli D'Amato i den brittiska komediserien The Inbetweeners. Hon är äldsta dotter till skådespelaren Anthony Head. Hon gick på BRIT School i Croydon, där hon var skolkamrat med sångarna Katy B och Adele. 

## Filmografi
| År        | Titel                                | Roll                            | Noteringar          | Ref.         |
| --------- | ------------------------------------ | ------------------------------- | ------------------- | ------------ |
| 2005      | Brottet och straffet                 | Natalie Franke                  | 1 avsnitt           |              |
| 2007      | Doc Martin                           | Poppy, "Movement"               | 1 avsnitt           | [ 2 ]        |
| 2008      | The Invisibles                       | Grace Riley                     | Biroll              | [ 3 ] [ 4 ]  |
| 2008–2010 | The Inbetweeners                     | Carly D'Amato                   | Huvudroll           | [ 5 ] [ 6 ]  |
| 2010      | MI High                              | Bre (servitör)                  | 1 avsnitt           | [ 7 ]        |
| 2010      | Doctors                              | Liz Wates                       | 1 avsnitt           | [ 8 ]        |
| 2011      | The Inbetweeners Movie               | Carli D'Amato                   | Film                | [ 9 ] [ 10 ] |
| 2011      | My Piece of the Pie                  | Barnvakten Londres              | 1 avsnitt           |              |
| 2011      | William & Catherine: A Royal Romance | William's skolkompis            | Hallmark film       |              |
| 2012      | Robot Chicken                        | Bella Swan / Mary Poppins / Fru | 3 avsnitt           | [ 11 ]       |
| 2015      | Doctors                              | Paula Dowling                   | 1 avsnitt           | [ 12 ]       |
| 2016–2018 | Hem till gården                      | Rebecca White                   | 280 avsnitt         | [ 13 ]       |
| 2017      | Loose Women                          | Sig själv                       | Gästpanel           |              |
| 2019      | The Inbetweeners: Fwends Reunited    | Sig själv                       | 1 avsnitt (special) | [ 14 ]       |